# تشارلز هنري
تشارلز هنري هو محامي وسياسي كندي، ولد في 5 يوليو 1911 في تورونتو في كندا، وتوفي في 4 يونيو 1989. حزبياً، نشط في الحزب الليبرالي الكندي. وقد انتخب عضو مجلس العموم الكندي.